# Smučarski skoki na Zimskih olimpijskih igrah 1968
Smučarski skoki na Zimskih olimpijskih igrah 1968. Olimpijska prvaka sta postala Jiří Raška, na manjši skakalnici, in Vladimir Belusov, na večji.

## Rezultati

### Manjša skakalnica K90
| Poz | Skakalec          | Točke |
| --- | ----------------- | ----- |
| 1   | Jiří Raška        | 216,5 |
| 2   | Reinhold Bachler  | 214,2 |
| 3   | Baldur Preiml     | 212,6 |
| 4   | Bjørn Wirkola     | 212,0 |
| 5   | Topi Mattila      | 211,9 |
| 6   | Anatolij Žeglanov | 211,5 |
| 7   | Dieter Neuendorf  | 211,3 |
| 8   | Vladimir Belusov  | 207,5 |

### Večja skakalnica K120
| Poz | Skakalec          | Točke |
| --- | ----------------- | ----- |
| 1   | Vladimir Belusov  | 231,3 |
| 2   | Jiří Raška        | 229,4 |
| 3   | Lars Grini        | 214,3 |
| 4   | Manfred Queck     | 212,8 |
| 5   | Bent Tomtum       | 212,2 |
| 6   | Reinhold Bachler  | 210,7 |
| 7   | Wolfgang Stöhr    | 205,9 |
| 8   | Anatolij Žeglanov | 205,7 |